# 낸시 아즈람
낸시 아즈람(아랍어: نانسي عجرم, 영어: Nancy Ajram, 1983년 5월 16일 - )은 레바논의 가수이다. 나빌과 레이몬다 아즈람 사이 태어났다. 레바논의 가수 오디션 프로그램에 출연하면서 유명세에 올랐다. 이후 가수준비를 하려고 잠적했고 1998년 데뷔했으나 그녀가 처음 발매한 두 앨범들은 큰 성공을 거두지 못했다. 하지만 2003년 3집 《야 살람》 (아랍어: يا سلام)이 인기를 얻으면서 2004년 발매된 4집 《아 위 노스》 (آه و نص)역시 좋은 반응을 얻었다. 2007년 아즈람의 공식 웹사이트가 해킹되고 그녀가 반이란 감정을 표출하는 글을 쓴 것처럼 만들어 논란을 빚었다. 2006년부터 5집 《Ya Tabtab...Wa Dallaa》 (يا طبطب ... ودلع)로 활동하고 있다.

## 음반 목록
- Mihtagalak (1998)
- Sheel Oyoonak Anni (2001)
- Ya Salam (2003)
- Ah W Noss (2004)
- Ya Tabtab...Wa Dallaa (2006)
- Shakhbat Shakhabit (2007; 어린이 음반)
- Betfakkar Fi Eih (2008)
- Nancy 7 (2010)
- Super Nancy (2012; 어린이 음반)
- Nancy 8 (2014)
- Hassa Beek (2017)
- Albi Ya Albi (2020)